# Cyrille Van Hauwaert

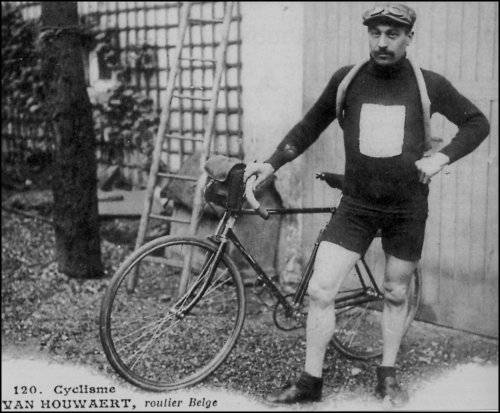
Cyrille Van Hauwaert (1908)

Cyrille Van Hauwaert (* 16. Dezember 1883 in Moorslede; † 15. Februar 1974 in Zellik) war ein belgischer Radrennfahrer.
Cyrille Van Hauwaert, genannt „Leeuw van Vlaanderen“ („Löwe von Flandern“), gehörte zu den frühen Siegern von Straßen-Klassikern und war das erste belgische Radsport-Idol. 1907 und 1909 gewann er Bordeaux–Paris, 1908 Paris–Roubaix sowie Mailand–Sanremo, jeweils als erster Belgier. 1909 gewann er die erste Etappe der Tour de France, führte für einen Tag – ebenfalls als erster Belgier – das Gesamtklassement an und wurde Fünfter in der Gesamtwertung; im selben Jahr wurde er belgischer Straßenmeister. 1910 wurde er Vierter in der Gesamtwertung der Tour de France. Er startete bei sechs Sechstagerennen; zweimal, 1914 (mit John Stol) und 1915 (mit Jozef Van Bever), gewann er das Sechstagerennen von Brüssel.
Van Hauwaerts Renn-Erfolge sorgten für einen Radsport-Boom in Belgien. 1911 verfasste Cyrille Van Hauwaert seine Autobiografie Mijne Loopbaan, die im selben Jahr unter dem Titel Ma carrière auch auf Französisch erschien. Während des Ersten Weltkriegs beendete er seine aktive Karriere, gründete nach dem Krieg die Fahrradfabrik „Cycles Van Hauwaert“ in Ronse und hatte Funktionen im belgischen Radsportverband inne. Zwischen 1922 und 1961 unterhielt Van Hauwaerts Firma, mit Unterbrechungen, ein eigenes Team.
In seiner Heimatstadt Moorslede ist eine Straße nach Cyrille Van Hauwaert benannt. 1983, anlässlich seines 100. Geburtstages, wurde dort auch ein Denkmal für ihn gegenüber der städtischen Sporthalle enthüllt. 1999 erschien das Buch Cyrille Van Hauwaert. Pionier van de Belgische wielersport, herausgegeben vom „Nationaal Wielermuseum“ in Roeselare.